# 伊达·诺达克
伊达·诺达克（Ida Noddack，1896年2月25日—1978年10月29日），娘家姓塔克，德国化学家、物理学家。她与丈夫瓦尔特·诺达克和奥托·伯格一起发现了第75号元素铼，并且首先提出了核裂变的概念。诺达克1919年获柏林工业大学学士学位，1921年获博士学位。1935年成为弗赖堡大学教员，1942年转入斯特拉斯堡大学。二战后曾短暂居于土耳其，1956年回国，1968年退休。